# 藤代健生病院
藤代健生病院（ふじしろけんせいびょういん）は、津軽保健生活協同組合が青森県弘前市藤代に設置する精神科病院。

## 概要
１日の平均外来数は、青森県内の精神科外来患者数の約2割にあたる約160人となっており、北東北地域精神科医療の中核病院として重要な役割を果たしている。2018年度実績の外来患者は1日当たり160.0人、入院患者平均は204.3人。
精神科救急医療指定病院である。
日本医療福祉生活協同組合連合会(医療福祉生協連)、全日本民主医療機関連合会(民医連)に加盟している。

## 診療科
(この節の出典)
- 内科
- 精神科
- 神経科
- リハビリテーション科
- 放射線科
- 専門外来[4]
  - アルコール外来
  - もの忘れ外来

## 医療機関の認定
(この節の出典)
- 保険医療機関
- 労災保険指定医療機関
- 生活保護法指定医療機関
- 結核指定医療機関
- 精神通院医療指定医療機関
- 精神保健及び精神障害者福祉に関する法律(昭和25年法律第123号)に基づく指定病院又は応急入院指定病院
- 精神保健指定医の配置されている医療機関
- 無料低額診療事業実施医療機関
- 依存症専門医療機関（アルコール健康障害）[5]

## 交通アクセス
- 弘南バス「藤代営業所行」乗車、「藤代」停留所より徒歩１分

## 周辺
- 岩木川
- 革彦稲荷神社

## 関連施設
- 健生病院 - 系列病院。(弘前市扇町)